# Dornstetten
Dornstetten (pronunciación en alemán: /dɔʁnˈʃtɛtn̩/ⓘ) es una pequeña ciudad alemana perteneciente al distrito de Freudenstadt, en el estado federado de Baden-Wurtemberg. Barrios de Dornstetten son Aach y Hallwangen. En total, esta pequeña ciudad tiene unos 8.100 habitantes. Está ubicada en la Selva Negra Septentrional, aproximadamente 7 km al este de Freudenstadt.

## Puntos de interés
- Parque para caminar descalzo (Barfusspark) en Hallwangen[2]
- Mina para visitantes en Hallwangen[2]
- Monasterio y castillo en Hallwangen[2]